# Rouhollah Dadashi
Rouhollah Dadashi (persisch روح‌الله داداشی‎; * 24. Januar 1982 in Karadsch; † 16. Juli 2011 ebenda) war ein iranischer Powerlifter, Bodybuilder und Strongman, der für Iran an internationalen Strongman-Wettbewerben teilnahm.

## Karriere
Er nahm fünfmal am Wettbewerb Iran’s Strongest Man teil, wo er jedes Mal die Finalrunde erreichte und zweimal (2009 und 2010) als Sieger hervorging.
Dadashi wurde am 16. Juli 2011 während einer Auseinandersetzung erstochen, die als Streitigkeit mit einem Fahrer und seinen Passagieren begann. Am 17. Juli wurden zwei der Mörder in der Stadt Karadsch von der Polizei festgenommen. Der dritte Beteiligte und Hauptschuldige wurde am nächsten Tag verhaftet, als dieser versuchte aus der Stadt zu fliehen.
Mehrere tausend Menschen nahmen an der Trauerfeier Dadashis teil. Er wurde in Karadsch am 18. Juli 2011 beigesetzt.
Einer der Täter, Alireza Molla-Soltani, wurde Ende September 2011 öffentlich erhängt. Da er zum Zeitpunkt seines Todes minderjährig war, wurde die Hinrichtung sehr kritisiert.